# Аджъбадем (Юскюдар)
Аджъбадем (на турски: Acıbadem) е квартал в район Юскюдар, Истанбул. Аджъбадем граничи на изток с Юналан, на запад с Алтунизаде, на север с Кючюкчамлъджа и на юг с Хасанпаша (квартал на район Кадъкьой).